# Modliszewice
Modliszewice – wieś sołecka w Polsce, położona w województwie świętokrzyskim, w powiecie koneckim, w gminie Końskie.
Prywatna wieś szlachecka Modliszowice, położona była w drugiej połowie XVI wieku w powiecie opoczyńskim województwa sandomierskiego. 
W latach 1954–1968 wieś należała i była siedzibą władz gromady Modliszewice, po jej zniesieniu w gromadzie Końskie. W latach 1975–1998 wieś administracyjnie należała do województwa kieleckiego.
Przez wieś przebiega droga wojewódzka nr 746 oraz przechodzi  czerwony szlak rowerowy do Sielpii Wielkiej.
Wieś jest siedzibą rzymskokatolickiej parafii pw. NMP Matki Kościoła.
Znajduje się tu również jednostka ochotniczej straży pożarnej – OSP Modliszewice.

## Integralne części wsi
| SIMC    | Nazwa      | Rodzaj    |
| ------- | ---------- | --------- |
| 1017528 | Karolinów  | część wsi |
| 1017630 | Nowa Droga | część wsi |
| 1017770 | Szpital    | część wsi |
| 1017801 | W Gościńcu | część wsi |
| 1017830 | Za Karczmą | część wsi |
| 1017853 | Za Stawem  | część wsi |

## Historia
Modliszewice w wieku XIX to wieś i folwark w powiecie koneckim, gminie i parafii Końskie, odległe 3 wiorsty od Końskich, przy drodze bitej. W roku 1886 mają 43 domów i 277 mieszkańców. Ziemi dworskiej było 760 mórg, ziemi włościańskiej 445 mórg. Folwark należał do dóbr Końskie.

W 1827 r. było tu 27 domów i 209 mieszkańców. Modliszewice wspominane są już w dokumentach z XIII wieku i w Liber Beneficiorum Łaskiego (t. I, 701).
W roku 1367 dziedzicem jest Strasz, krewny Krzesława dziedzica Końskich, który mu udziela prawo polowania w tych dobrach („io districtu dieto Coneczke“). (Kod. małop, s. 111, s.206.)

W XV w. Modliszewice są dziedzictwem Andrzeja Łabędzia Modliszewskiego. Łany kmiece dają dziesięcinę prebendzie sandomierskiej (bielejowskiej) i kustodii, karczmy, zagrodnicy i folwark plebanowi w Końskich (Długosz L.B. t.I s.346 i 360).

## Zabytki
- Ruiny obronnego dworu – wybudowany w końcu XVI w. przez Andrzeja Modliszewskiego herbu Łabędź, zaprojektowany przez włoskiego architekta Santiego Gucciego a postawiony miejscu drewnianego dworu z XV w. Budowla znajduje się na kopcu otoczonym fosą, która przechodzi w staw.

Dwór z całym zespołem został wpisany do rejestru zabytków nieruchomych (nr rej.: A.489/1-4 z 2.10.1956, z 15.02.1967 i z 16.05.1984).